# Tramvajová smyčka Radlická

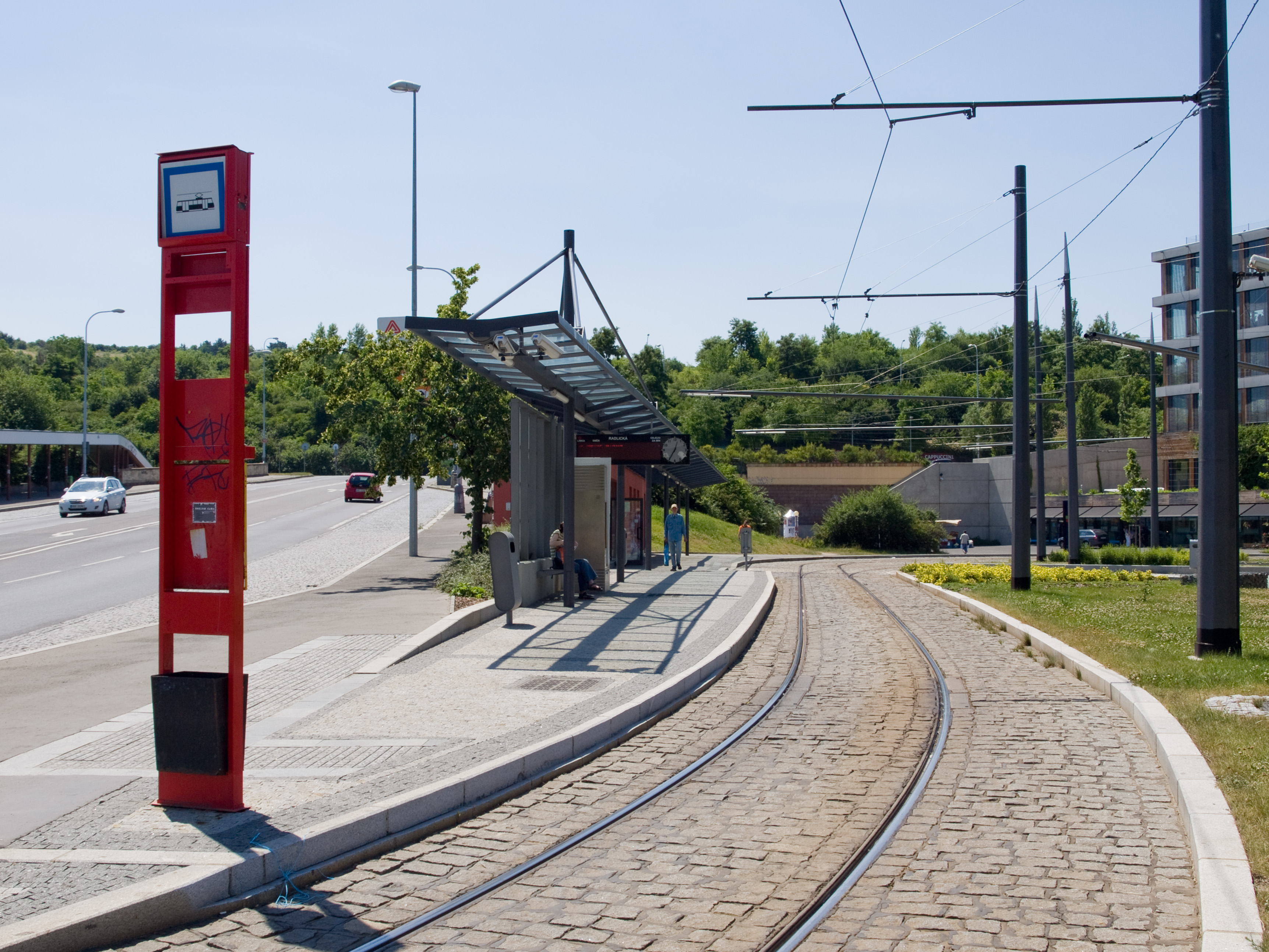
Odjezdová pozice smyčky Radlická

Tramvajová smyčka Radlická je hlavová smyčka v pražské tramvajové síti ležící v Radlicích, přestupní bod na linku metra B, stanici Radlická. Vybudována byla v letech 2007 až 2008 v rámci prodloužení tramvajové tratě Na Knížecí – Radlická z vratného trojúhelníku Laurová; slavnostní zahájení provozu proběhlo 3. října 2008.

## Popis

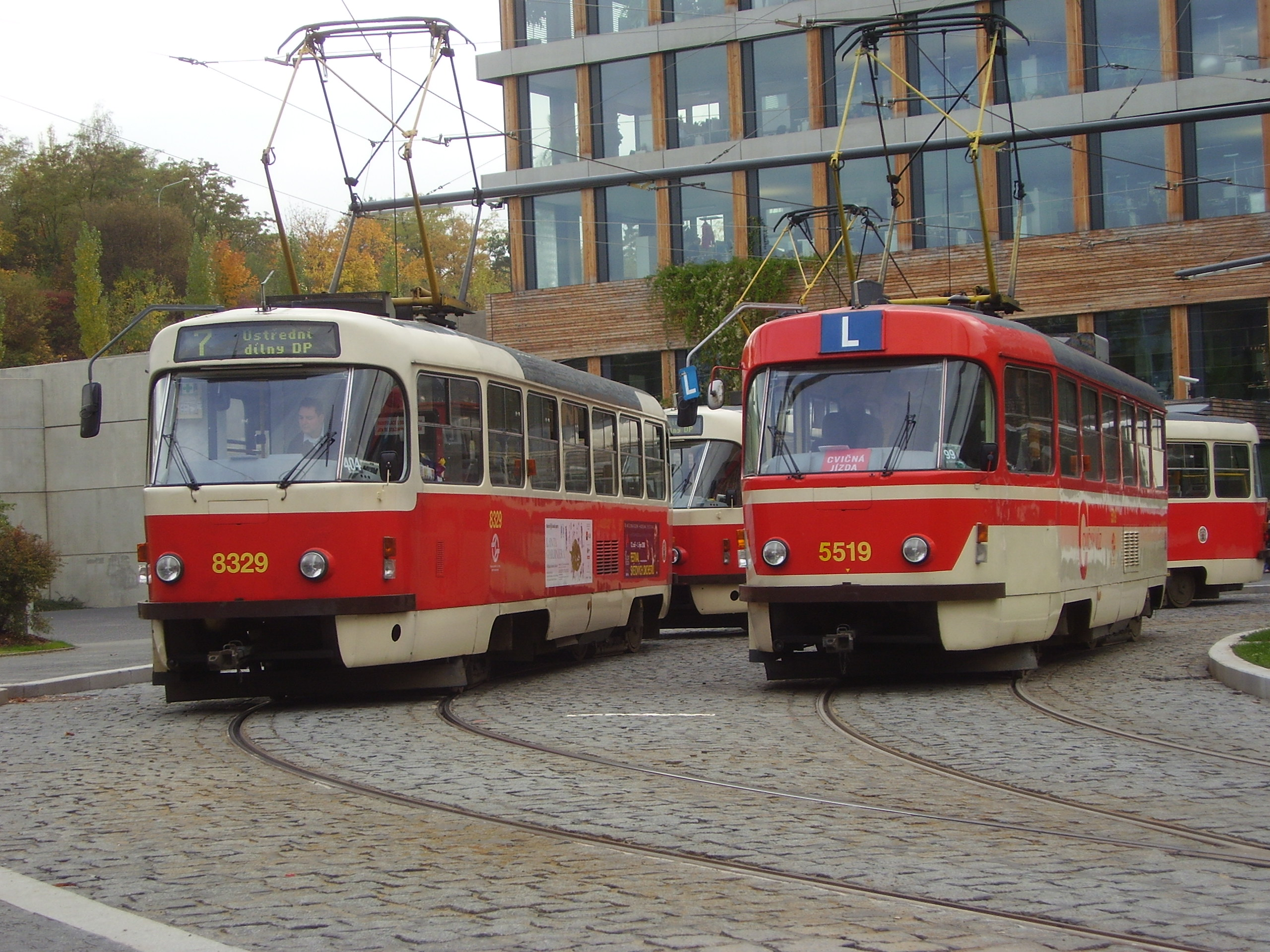
Na vnější koleji smyčky manipuluje pankrácké pořadí linky 7 vedené vozem Tatra T3R.P a na vnitřní koleji cvičná jízda seznávající řidiče s novým úsekem trati vedená pankráckým pracovním vozem Tatra T3M

Smyčka se nachází na Praze 5 v Radlicích. Tramvajová trať od zastávky Škola Radlice vede Radlickou ulicí až k úrovni křižovatky s ulicí Na Farkáně IV, kde Radlická zahýbá doleva a trať pokračuje na světelné signalizaci č. 5.668 rovně do smyčky. Smyčka je jednosměrná a traťová kolej tak vede do výstupní zastávky, za kterou se na radiově ovládané výhybce číslo 655 větví na vnitřní a vnější kolej. Po několika desítkách metrů se obě koleje znovu spojují a přechází do nástupní zastávky o délce 2×T3. Za zastávkou na světelné křižovatce se traťová kolej dostává vedle koleje do smyčky a pokračuje po Radlické ulici směrem do centra.
Kvůli stavební chybě nebyl smyčkou možný průjezd nízkopodlažních vozů typů Tatra T3R.PLF a Tatra KT8D5.RN2P, a to kvůli příliš úzkému průjezdového profilu; konkrétně se jednalo o obrubník v nástupní zastávce. Oprava byla provedena až 9. dubna 2010 a spočívala v seříznutí obrubníku. V běžném provozu s cestujícími projel první nízkopodlažní vůz typu Tatra KT8D5.RN2P poprvé smyčkou 29. června 2010 v odpoledních hodinách. Jednalo se o poslední možný termín vypravení, protože vozovna Motol měla tento typ vozů zapůjčený z Hloubětína pouze dočasně pro výluková vypravení na linku 9.

## Provoz

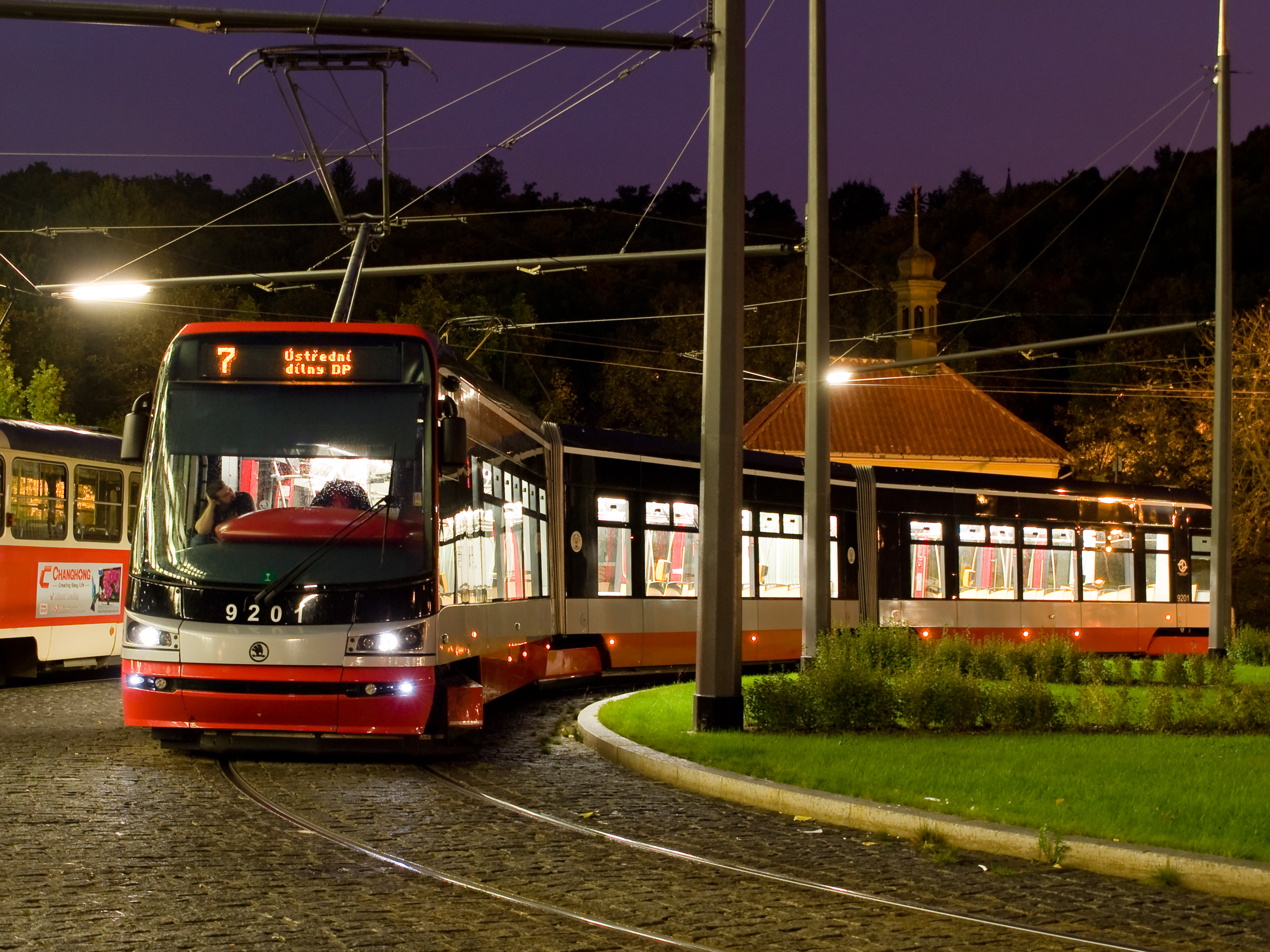
Vůz Škoda 15T manipulující ve smyčce Radlická během prvního dne svých jízd

V denním provozu je smyčka obsluhována  tramvajovou linkou číslo 7 směřující z Radlické na Depo Hostivař a ve špičkách pracovních dnů také linkou 21 mířící z/do Modřan. V nočním provozu není smyčka využívána žádnou linkou, avšak v její blízkosti projíždí autobusová linka 904 z Anděla na Sídliště Stodůlky. V nočním provozu ve smyčce manipulovaly naposledy linky 58 a 59 během výluky tramvajové tratě do Řep.